# スカボロー線
スカボロー線（スカボローせん、英語: Line 3 Scarborough）は、カナダトロントにあったトロント市地下鉄の路線である。トロント市地下鉄の路線に組入られているが、地下区間も無く、大半が高架のライトメトロ。ケネディー駅とマッカワン駅を結んでいた。路線番号は3号線。

## 概要
トロント3番目の路線としてトロント郊外のスカボローに1985年に開通。ライトメトロ路線のために車両の規格が他の路線とは異なっている。以前はスカボローRTと言われていた。ケネディー駅でブロア・ダンフォース線に接続する。利用人口が少なく、設備の老朽化が進んでいる事から、活性化のため、ケネディー駅からスカボロー・タウンセンター付近までブロア・ダンフォース線の延伸が決まり、このスカボロー線は当初2023年11月19日に廃止予定であったが同年7月24日にあった脱線事故以降運転を休止し、代行バス用の専用車線が整備完了されてBRT化された8月24日に復旧せずそのまま廃止することが発表された。。代替バスは2025年以降ケネディ～エルズミア間の廃線跡をバス専用道路に改造しそこを走る予定。

## 駅
| 三号線スカボロー                           | 三号線スカボロー        | 三号線スカボロー | 三号線スカボロー |
| 駅名                                       | 接続路線                | 開通年           | 方式             |
| ------------------------------------------ | ----------------------- | ---------------- | ---------------- |
| ケネディー駅：Kennedy                      | ■ブロア・ダンフォース線 | 1985年           | 高架             |
| ローレンス・イースト駅：Lawrence East      |                         | 1985年           | 地上             |
| エルズミア駅：Ellesmere                    | <T>                     | 1985年           | 地上             |
| ミッドランド駅：Midland                    | <T>                     | 1985年           | 高架             |
| スカボロー・センター駅：Scarborough Centre |                         | 1985年           | 高架             |
| マッカワン駅：McCowan                      | <T>                     | 1985年           | 高架             |

## ギャラリー

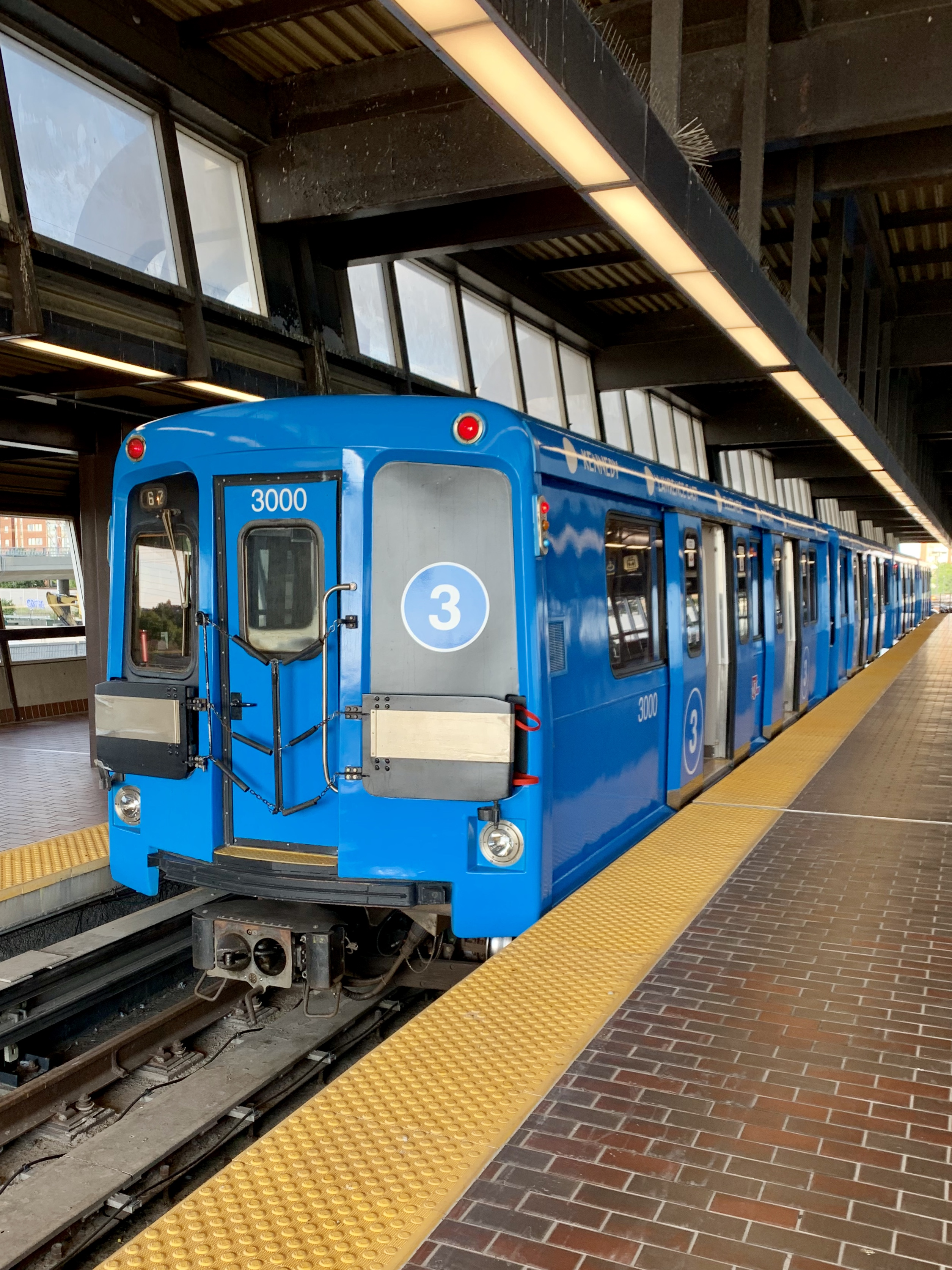
スカボロー線の車両
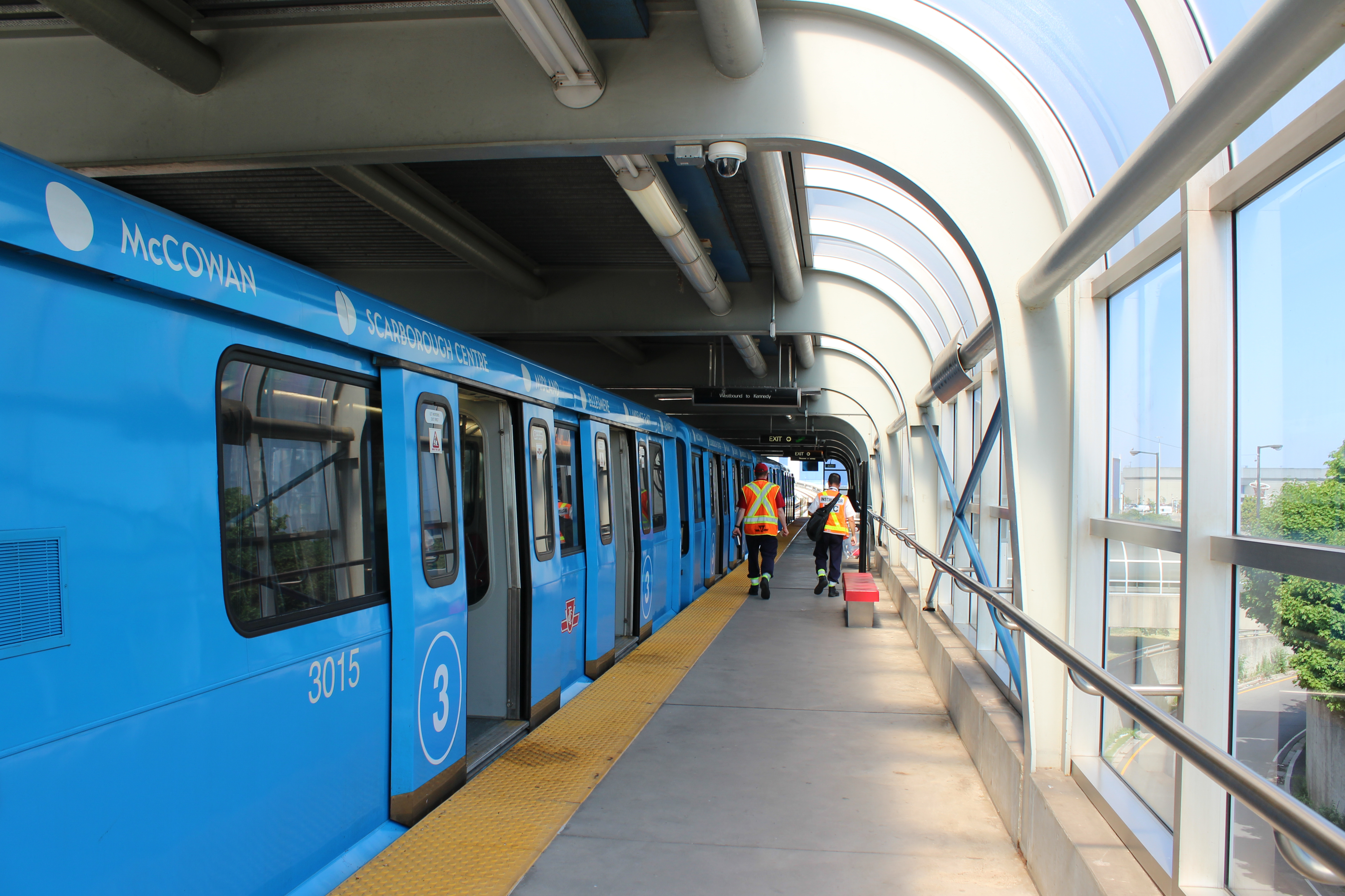
マッカワン駅